# Stenispa collaris
Stenispa collaris är en skalbaggsart som beskrevs av Joseph Sugar Baly 1858. Stenispa collaris ingår i släktet Stenispa och familjen bladbaggar. Inga underarter finns listade i Catalogue of Life.